# Операција Бревити
Операција Бревити (15–16. маја 1941) била је ограничена офанзива, са циљем да се ослабе снаге Осовине и обезбеде положаји за општи напад према Тобруку; након два дана борбе британске снаге су се повукле са знатним губицима.

## Позадина

### Немачка операција Сунцокрет
Почетком 1941, након великих британских победа над италијанском 10. армијом у операцији Компас, војна ситуација се брзо преокренула. Најбоље опремљене јединице из 13. корпуса отишле су у Грчку као део Операције Лустре у бици за Грчку. Адолф Хитлер одговорио је на италијанску пропаст Директивом 22 (11. јануара 1941) наређујући Операцију Сунцокрет (нем. Unternehmen Sonnenblume), пребацивање немачког Афричког корпуса (нем. Afrika Korps) (АК) у Либију, као запречни одред (нем. Sperrverband). АК имао је свеже трупе са бољим тенковима, опремом и ваздушном подршком, и водио га је генерал Ервин Ромел, који је постигао велике победе у бици за Француску.
Снаге Осовине су, на препад, брзо потукле Британце код Ел Агајле 24. марта и код Мерса ел Брега 31. марта, искористивши тај успех да до 15. априла потисну Британце до границе код Солума и опседну Тобрук. Нови заповедник 13. корпуса (сада Каманда за Киренајку) генерал Филип Неме (Philip Neame), О'Ќонор и генерал Мајкл Гамбијер-Пери (Michael Gambier-Parry), заповедник 2. оклопне дивизије, заробљени су. Команду је преузео штаб Западно-пустињског Одреда под генералом Ноел Бересфорд-Пирсом (Noel Beresford-Peirse), који је позван из Источне Африке. Осим бригадне групе која је упућена у Грчку, 2. оклопна дивизија била је уништена. Покушаји Осовине да заузму Тобрук пропали су, и фронт се стабилизовао на граници Египта.

### Опсада Тобрука
Тобрук је бранило око 25.000 војника Осме армије, добро снабдевених и повезаних са Египтом британском морнарицом. Посада је имала оклопна кола и заробљене италијанске тенкове, који су ометали ковоје Осовине који су пролазили Тобрук на путу до границе, што је онемогућавало напад Осовине на Египат. Ромел је одмах покушао да заузме луку, али се 9. аустралијска дивизија (генерал Лесли Морсхед), одлучно бранила. Италијани су оклевали да предају планове утврђења и више напада је одбијено. Након 3 недеље Ромел је обуставио напад и предузео опсаду. Италијанске пешадијске дивизије заузеле су положаје око тврђаве, док је већина Афричког корпуса остала у покретној резерви јужно и источно од луке.
Висока команда немачких војних снага ("Oberkommando der Wehrmacht") упутила је генерала Фридриха Паулуса у Африку да истражи ситуацију. Дана 12. маја, генерал Паулус је након посматрања једног од неуспелих покушаја Ромела да нападне Тобрук, послао извештај ОКВ-у у коме је Ромелова позиција описана као слаба, са критичним несташицама горива и муниције. Са Операцијом Барбароса за месец дана, фелдмаршал Валтер фон Браухич, врховни командант Немачке армије, наредио је Ромелу да не напредује даље, и да не напада Тобрук поново.

### Британски планови
Преко Ултра пресретнутих порука, Британци су такође примили извештај Паулуса и Черчил, верујући да ће један снажни притисак одбацити немачке снаге, почео је притисак на генерала Вејвела да нападне. Вејвел је брзо припремио Операцију Бревити, ограничену операцију с намером да заузме Солум, пролаз Халфаја и тврђаву Капуцо, а затим настави напредовање према Сиди Азизу и Тобруку докле год снабдевање дозволи, а да не ризикују уложене снаге; његов циљ био је уништити што више опреме Осовине и обезбедити положај за већу операцију Бојна секира, која ће бити покренута када нови тенкови пристигну.

### Савезничке снаге
Операцију Бревити би спровела 22. гардијска бригада (бригадир Виљем Гот) и делови 7. оклопне дивизије. Њена оклопна компонента састојала се од 29 крстарећих (брзих) тенкова из 2. краљевског тенковског пука (2nd Royal Tank Regiment-2. КТП) и 24 пешадијска тенка из 4. КТП. РАФ је одвојио све расположиве ловце и мали одред бомбардера за ову операцију.

## Битка
Бревити је почео 15. маја: Британци су напали са малим тенковско-пешадијским снагама у 3 колоне: Пустиња, Центар и Обала. Колона Пустиња, са британским брзим (крстарећим) тенковима, имала је да напредује и уништава тенкове које сретне на путу за Сиди Азиз. Центар је имао да заузме врх пролаза Халфаја, Бир Ваир и Мусаид, а затим продужи за тврђаву Капуцо. Обална колона имала је да освоји Солум и подножје пролаза Халфаја.
Солум, пролаз Халфаја и тврђава Капуцо су заузети, али је тврђава изгубљена у немачком противнападу. Следећег дана је Виљем Гот, забринут да би његова 22. гардијска бригада била збрисана ако би је немачки тенкови ухватили на отвореном, одлучио да повуче скоро читаву војску назад на пролаз Халфаја. Немачки противнапад 16. маја угрозио је британске снаге на врху пролаза и и наређено је повлачење под заштитом пустињске колоне. Немци су повратили Мусаид и почело је опште британско повлачење до линије од Сиди Омара до Сиди Сулејмана и Солума; операција се званично окончала 17. маја, а освојен је само пролаз Халфаја.

## Последице
Бревити није остварио своје задатке, само накратко освојивши пролаз Халфаја. Пролаз је преотео мали немачки одред 27. маја, у Операцији Шкорпион.

### Губици
Британци су изгубили 206 војника, 5 тенкова је уништено, а још 13 оштећено. Немачки губици били су 258 људи, 3 уништена тенка и неколико оштећених. Италијани су изгубили 395 људи, од тога 347 заробљених.

### Бојна секира
Дана 12. маја, конвој Тигар је стигао у Александрију изгубивши један брод, са 238 тенкова за 7. оклопну дивизију и 43 авиона; 28. маја почело је планирање Операције Бојна Секира.